# 판소리
한 명의 사람이 고수(북치는 사람)의 장단에 맞추어 창(소리), 아니리(말), 너름새(몸짓-발림)을 섞어가며 구연하는 일종의 솔로 오페라다. ‘판소리’는 ‘판’과 ‘소리’의 합성어로 ‘소리’는 ‘음악’을 말하고 ‘판’은 ‘여러 사람이 모인 곳’ 또는 ‘상황과 장면’을 뜻하는 것으로 ‘많은 청중들이 모인 놀이판에서 부르는 노래’라는 뜻이다. 진심
판소리는 소리꾼이 병풍을 두르고 돗자리를 펼친 마당이나 공연장에서 짧게는 세 시간, 길게는 여섯 시간 정도 걸리는 긴 이야기를 몸짓을 섞어가며 고수의 북 반주에 맞춰 노래하는 한국 전통음악의 하나이다. 일정한 극적 내용을 광대 혼자 육성과 몸짓의 창극조로 한국 향토의 선율을 토대로 여러 가지 장단에 따라 변화시켜 연행하는 것이다. 판소리는 당초에 '소리'라는 범칭으로 불리었으며 타령, 잡가, 광대소리, 극가(劇歌). 창극조(唱劇調) 등의 용어로도 통용되었다.
1964년 대한민국 국가무형문화재 제5호로 지정되었으며, 2003년 11월 7일에는 유네스코 인류구전 및 무형유산 걸작으로 선정되었다.

## 판소리의 유래
판소리는 창(唱)의 문학의 한 형태로서, 특히 한국에서 18세기부터 오늘날까지 전승되어 온 음악 예능의 한 형태이다. 판소리는 판과 소리의 합성어로서 원래는 판놀음 속에서 부르는 소리를 말했다.
‘판놀음’은 산대도감극(山臺都監劇)을 일컫기도 하고 근두(筋斗), 줄타기 등을 하는 놀음 전체를 말하기도 하였다. 순조시대의 판놀음에는 새면(樂子)에 의한 음곡(音曲)과 더불어 시조와 판소리(本事歌)가 들어갔다. 그러므로 판소리를 보통 창극(唱劇)·창극조(唱劇調)라고 말하는 것은 적당한 용어가 아니다. 창극은 원각사(圓覺社) 이후 판소리가 극화(劇化)된 뒤의 명칭으로는 그런대로 근거가 있으나 순수한 판소리의 명칭으로는 적당치 않다. 그러므로 여기에 나온 창극조는 이런 창극에서 부르는 가락이라는 음악적 용어로서는 적당하나 판소리의 형태적 면에서는 역시 적당치 않다.
이상을 통해서 판에서 부르는 소리라는 뜻의 판소리는 판놀음이란 용어에서 독립해서 나온 음악 용어임을 알 수 있다. 한편 이 판소리의 문학적 조사(措辭) 내지 문자로 정착된 형태를 판소리사설이라고 한다. 그러므로 음악적 용어로서의 판소리와 문학적 용어로서의 판소리사설을 구별하여야 하겠지만, 시조처럼 이를 통용하여 '판소리'라 해도 무방할 것이다.

## 판소리의 장르적 유형
판소리의 장르적인 유형은 중세기 시대에 동서양에 편재했던 음악과 문학 형태이다. 중국에 있어서도 당대의 변문(變文)에서 시작된 강창류(講唱類)가 송대에는 평화(平話)로서 발전했던바, 이는 설창인(說唱人)들이 이야기와 창(唱)을 섞어 대중에게 고사(故事)를 들려주는 서사문학(敍事文學)이었다. 이것이 금대에 와서는 제궁조(諸宮調)라는 한국 판소리 형태에 가까운 것으로 발달하여, 여기서 다시 잡극(雜劇)으로 창극화(唱劇化)되어 원곡(元曲)으로 넘어가고 애초의 평화(平話)는 창사(唱詞)로서 청(淸) 말까지 전승되기도 하고, 창을 잃고 소설로서 명·청시대에 크게 성행하기도 하였다.
유럽에서도 중세기 이후 음유(吟遊)시인들의 무리가 있었다. 프랑스의 경우, 성당의 수도사들이 라틴어가 아닌 토속어(lingua romana)로 그 성당의 내력에 대해 순례자를 위해 부른 것이 무훈시인 샹송 드 제스트(changson de geste)이고, 로맨스도 광장이나 살롱에서 여러 사람을 위해 노래 부른 형태에서 발달한 것이다.
이런 문학과 음악과의 협동으로 생성된 서사시 형태는 어느 민족에게도 있었다. 이는 10세기 전후에서 14, 5세기 전후에 걸친 중세기 공통의 문학형태인데, 한국의 판소리는 문자로 형성된 소설이 먼저 나오고, 이런 판소리 형태가 18세기에 이르러 나온 것이 특색이라면 특색이다.

## 무가와 판소리와의 관계
판소리가 무당의 남편인 광대(廣大)에게서 나왔다고 하면 그 음악적 소원(溯源)은 그들과의 관련성 속에서 구하여야 할 것이다. 이보형이 나눈 무가의 가락은 다음과 같다.
1. 시나위권(圈)－육자배기조(調)로 부르는 것으로 지역으로는 경기 한강 이남, 충청도·전라도 지방이 속한다.
2. 메나리조(山有花調)－산유화가락으로 부르는 것으로 경상도·강원도 지방이 이에 속한다.
3. 수심가·산염불조－평안도·황해도 지방.
4. 창부타령·노래가락조－경기 북부, 개성·서울·철원·양주지방의 무가(巫歌)가 이에 속한다.

여기서 판소리의 계면조(界面調)는 시나위권에서, 우조(羽調\)는 가곡(歌曲)·정악(正樂)에서, '경드름'은 경기 민속악에서 그 원류를 잡고 있다. 또한 경드름은 경기 북부무가의 창부타령(倡夫打令)의 가락과 흡사하다는 설이 있다.
다시 판소리의 가락은 그 박자(拍子)의 느린 것으로부터 진양조·중모리·중중모리·자진모리·휘모리·엇모리·엇중모리 등의 템포가 있다. 여기에 나오는 용어 '모리'를 중시할 필요가 있다. 즉, 시나위조로 부르는 전라도 지방의 살풀이 굿이나, 경기도·충청도 지방에서 부르는 도살풀이(女唱)·도살모리·발래 등과 전기 판소리 가락을 비교하면 다같이 중모리·중중모리로 진행하는데 특히 남자무당, 즉 광대가 부르는 고사소리는 옛날의 홍패고사(紅牌告祀)나 요즈음의 성조(成造)·안택(安宅) 등에서 중중모리·중모리·자진모리 등의 템포가 있다는 것이다.
그러므로 전기 가설, 즉 충청도 광대에서 판소리가 생성됐다는 이론에 상부되는 것이 바로 이 남무(南巫)인 광대가 부르는 홍패고사·성조·안택 등의 무가라는 것이다. 이것은 앞으로 더욱 밝혀져야 할 문제이나 이런 것으로 보더라도 일부에서 주장하고 있는 독서성(讀書聲)에서 판소리가 나왔다고 하는 추리는 허망한 것임을 알 수 있다. 광대는 민속창자이기 때문에 이런 무가의 가락을 근간(根幹)으로 하여 여러 민속창을 섭취하여 이를 완성하였다고 보는 것이 옳을 것이다. 그러나 애초 성립 당시는 무가의 가락을 원용하였다 하더라도 그 전승과정에서 이를 순화하고 판소리로서의 새로운 스타일을 발전시켜 나갔을 것이므로 오늘날의 판소리가 고도의 음악성을 가지고 있는 것은 이러한 노력의 결과로 보인다.

## 판소리의 종류
판소리가 하나의 민속음악으로서의 내용과 형식을 갖추고 완성의 단계에 이른 시기는 대체로 조선왕조 숙종 조로부터 영조 조까지의 시기라 생각된다. 또한 판소리의 전성시기는 대개 정조 조로부터 철종 연간으로 보는 것이 일반적인 견해이다. 즉 18세기 말경에서 19세기 초까지가 그 황금시기라고 할 수 있는데 이 시기에 저 유명한 판소리 작가이며 이론가인 신재효와 8명창(八名唱) 등이 배출(輩出)되었다는 사실이 이를 증명해 주고 있다.
판소리에는 열두 소리가 있는데 이를 열두 마당이라고도 한다. 1810년경 간행된 송만재(宋晩載)의 <관우희(觀優戱)> 본사가(本事歌) 대목을 보면, 판소리의 열두 마당을 <춘향가(春香歌)> <화용도타령(華容道打令)> <박타령> <강릉매화타령(江陵梅花打令)> <변강쇠타령> <왈자타령(曰字打令)> <심청가(沈淸歌)> <배비장타령(裵裨將打令)> <옹고집타령(甕固執打令)> <가짜신선타령> <토끼타령> <장끼타령> 등이라 기록하고 있다.
이 밖에 철종 때(1852)에 제작된 윤달선(尹達善)의 <광한루악부(廣寒樓樂府)> 서(序)에도 판소리에 12강(十二腔)이 있음을 기록하였고 정노식(鄭魯湜)의 《조선창극사》(朝鮮唱劇史)>에도 판소리에 열두 판(마당)이 있음이 서술되어 있다. 그 중 열 마당은 <관우희>의 것과 같으나 다만 <관우희>의 <왈자타령>을 <무숙이타령>이라고 하고, <가짜신선타령>을 <숙영낭자전>이라 한 점만이 다를 뿐이다.
이상의 근거로써 최소한 1810년 이전부터 판소리에 열두 판이 있어 왔음을 알 수 있다. 그러나 신재효 때에 내려와서는 그 대부분이 불리지 않았고 그 후에도 차차 줄어서 지금은 겨우 다섯 마당이 불리고 있는 형편이다. 현재 판소리 열두 마당 가운데 <춘향가> <심청가> <화용도(적벽가)> <박타령(흥부가)> 등은 실제로 불리고 있는 것들이며, <변강쇠타령> <배비장타령> <장끼타령> <옹고집타령> 등은 사설(唱本)만 전해오고 있을 뿐 실제로 불리지는 않는 것들이다. <강릉매화타령> <왈자타령(무숙이타령)>은 창본도 전해지지 않고 물론 불리지도 않는 것들이다. 그 중 <숙영낭자전>은 근세의 명창 정정렬(丁貞烈)제가 불리고 있는데 이것이 정정렬 작곡의 것이라 전해지고 있으므로 이것과 철종·고종 시의 명창 전해종(全海宗)의 <숙영낭자전>의 가락과 사설의 전승 관계는 애매한 바가 있다.
판소리의 마당수가 앞에서 열거한 여러 전적(典籍)들에 의해 열두 마당으로 되어 있는 것은 판소리가 꼭 열두 마당뿐이었다는 것보다는, 선인들이 민속적으로 '열둘'이란 숫자를 좋아한 데서 판소리에서도 열두 마당으로 맞추어 일컫게 된 것이 아닌가 생각되며, 판소리의 레퍼토리는 열둘이 될 수도 있고, 그 이상이나 혹은 이하가 있을 수도 있다고 보는 것이 옳을 것이다.

### 판소리 다섯 마당
판소리 열두 마당 중에 현재 불리는 <춘향가> <흥보가> <심청가> <적벽가> <수궁가>를 판소리 다섯 마당이라 하여 열두 마당에서 독립시켜 부르기도 하는데, 이 다섯 마당에는 역대 명창들의 '더늠'이 전해지고 있다. <숙영낭자전>은 정정렬(丁貞烈), <장끼전>은 김연수(金演洙)가, <변강쇠전>은 박동진이 복원하여 불렀으나 열두 마당 시절의 가락을 전승한 것은 아니며 새로 편곡하여 부른 것이다.

### 판소리 다섯마당의 눈대목
판소리 다섯마당중에서도 흔히 불리는 대목들을 '눈대목'이라 한다.
다섯마당의 눈대목은 같다
<춘향가>:만첩청산(사랑가),쑥대머리,갈까부다등
<심청가>:범피중류(심청이 물 빠지는 대목),심봉사 눈뜨는대목,화초타령등
<흥보가>:가난타령,제비노정기,두손합장,화초장,박타는대목,구만리 장천등
<수궁가>:여봐라 주부야,화사자(화상 그리는 대목),고고천변,원해수변등
<적벽가>:새타령,화용도,장승타령,도원결의등

## 판소리의 역사

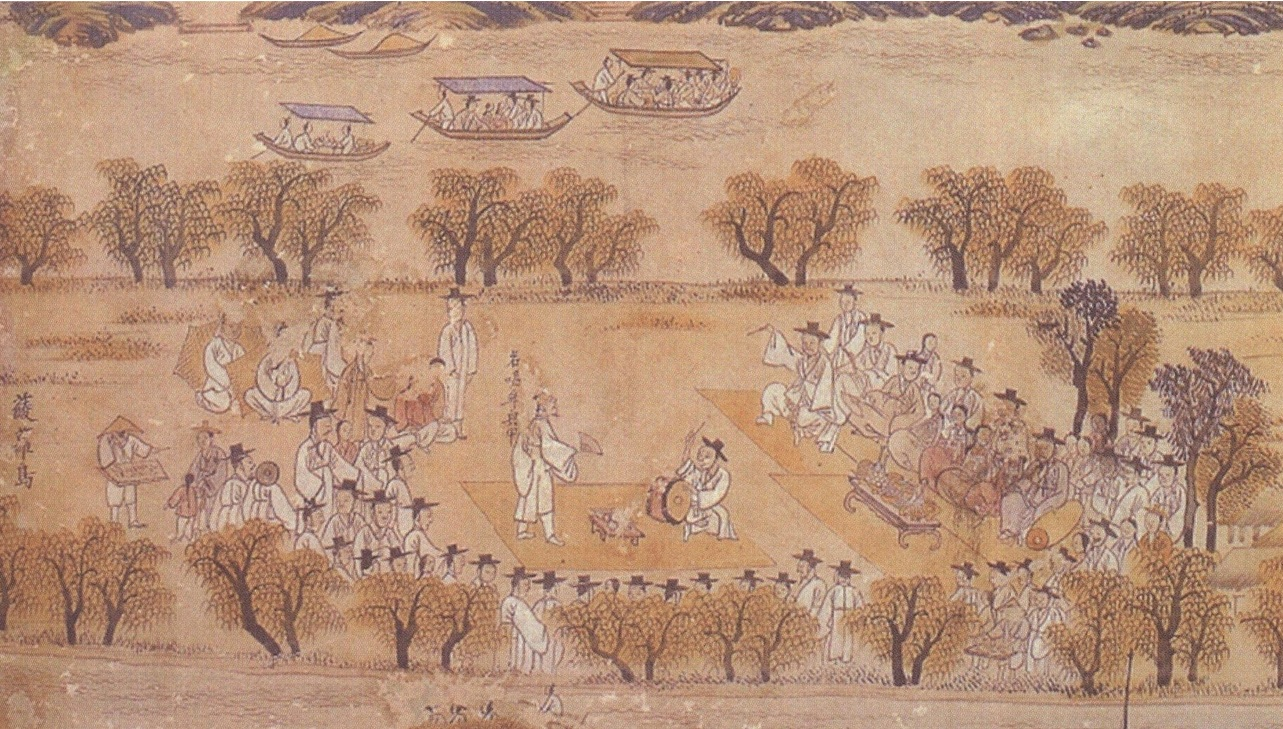
모흥갑의 판소리도

판소리는 민속연희이기 때문에 그 자체의 기록이 없고 향반들의 방증(傍證)으로 남아 있을 뿐이다.
판소리의 창자(唱者)는 광대이므로 광대의 사회적 신분부터 밝혀야 할 것이다. 광대는 일명 화랑(花郞)·재인(才人)이라고 하여 중세기의 연예를 맡았던 우인(優人)이다. 그들은 소위 '사니'계급에 속하는 일종의 천민이며, 무속의 담당자인 무당의 남편이었다. 그들은 호적에 우인(優人)이라 표기되며, 대기 군아(郡衙)의 재인청(才人廳)에 소속되고 있었다. 그들은 무계라는 그들 계급의 조직을 가지고 있었으며, 이것은 전국적인 조직이었다. 군아에서 잔치를 할 때는 재인(才人)으로 봉사케 하고 군수가 나들이 할 때는 그들에게 고취(鼓吹)를 잡히어 악기를 연주케 하고 1년에 한 군에서 몇 명씩 악공으로 서울에 올라가 한두 달 연습을 하고 궁중의 나례(儺禮)를 치르게 하였다. 또 명이나 청국의 사신이 오면 산대잡희를 이들로 하여금 연출하게 하였다.
평상시에는 무당의 남편으로 아내인 무당이 굿을 할 때 북을 쳐주는 조무(助巫)로 봉사했고, 무당이 창을 하면 이와 간투적(間投的)으로 '만수바지 창법'을 사용하여 흥을 맞춰 주었다. 그리고 남의 집 잔치에 나가서 잡희를 하고 과거에 합격하고 내려온 신급제(新及第)의 3일유가(三日遊街)나 문희연(聞喜宴) 땐 삼현육각(三絃六角)을 잡고서 전도(前導)를 하는 등, 조선사회에선 우인·창자(唱者)로서 연예문화에 봉사해온 것이다.
이 중에서 그들의 중요한 소임은 인조 이후 산대도감극(山臺都監劇)의 희자(戱子)로서 가면극을 연출하였다는 사실이다. 이 산대도감극은 대화와 창(唱)과 춤(舞)으로 되어 있다. 여기에는 소박하나마 하나의 스토리가 있을 수 있다. 이 스토리를 여러 사람이 협동적으로 연출하는 것이 아니라 한 사람이 설명을 해가며 그 장면 장면을 노래와 대사로 엮어 갈 때 '배뱅이굿' 같은 형태의 그 무엇이 생성된다. 그 무엇이 바로 판소리다.
그러나 오늘날까지 알려진 사실로는 판소리가 누구에 의해서 언제 불리었는지 알 수 없다는 사실 뿐이다. 《조선창극사》에는 1930년대의 여러 명창들이 증언한 것을 토대로 하여, 판소리는 숙종 말에서 영조 초에 걸쳐 하한담과 결성(結成)의 최선달(崔先達)에 의하여 시창(始唱)되었다고 기록되어 있다. 그러나 이들의 행적에 대하여는 묘연하다. <목천읍지(木川邑誌)>에 우인의 이름으로 하한돌(河漢乭)이 <효행(孝行)편>에 나오고 결성에 해주최씨가 살고 있으나 그곳에서도 이런 사실을 확인할 수 없다. 문헌상으로는 우춘대(禹春大) 다음에 권삼득이 나오는데 이 권삼득은 생원(生員)이라고도 하며 전북 완주군(完州郡) 안동 권씨(安東權氏) 향반(鄕班)의 둘째 아들로 태어난 인물이라는 것이다. 그는 그 문중의 족보에 의하면 영조 47년(1771)생으로 되어 있다.
이런 점으로 보아, 판소리문학에 내재된 그 문학성을 해명하는 데는 이런 향반 자제의 참가가 중요한 의의를 갖는 것이라고 할 수 있다. 광대들의 활동을 중심으로 판소리사(史)는 세 시기로 나눌 수가 있다. 즉 첫째 시기는 시창기(始唱期)에서 영·정조대까지의 형성기, 둘째 시기는 고종 때까지의 전성기, 그리고 셋째 시기는 고종 말기 이후로 그 쇠잔기라 할 수 있다.

### 형성기
판소리의 시창기(始唱期)에서 영조·정조대까지이니, 이 당시의 문헌으로는 영조 30년 만화본(晩華本) <춘향가>가 현존하여 있고 그 2년 뒤에 양주익(梁周翊)의 <춘몽연(春夢緣)>이 쓰여졌다고 하나 현재 전하지 않고 있다. 이 당시의 광대로는 하은담(河殷潭：河漢潭), 최선달(崔先達), 우춘대(禹春大) 등이 있으나 그 자세함이 전하지 않고 있다.

### 전성기
이 시기는 판소리의 전성기로서 정조대부터 고종대까지라 할 수 있다. 이 당시의 기록으로는 송만재(宋晩載)의 <관우희(觀優戱)>가 전해지고 있다. 당시 활약하던 광대는 우춘대(禹春大)이고 권삼득과 모흥갑은 당시 젊은 가객(歌客)이었던 것으로 보인다. 이 시대에 소위 열두 마당이 이미 정립되어 있었고 <관우희>는 그의 아들의 등과(登科)에 따른 문희연(聞喜宴)에 광대를 부르지 못하여 이 글을 지었다는 것이다.
순조 26년에 이루어진 신자하(申紫霞)의 <관극시(觀劇詩)>에는 고·송·염·모(高素寬·宋興祿·廉啓達·牟興甲)의 명창 외에 김종운(金鍾運)의 존재를 밝혀주고 있다. 이 당시의 고문서론 순조 25년의 <갑신완문(甲申完文)>과 순조 27년의 <정해소지(丁亥訴志)>가 있어 당시의 창자들의 이름과 무계를 조직하고 있는 상황으로 재인(才人)들이 각 도에서 서울로 올라가 칙행(勅行), 즉 청국 사신이 올 때에 잡희(雜戱)를 연출한 것을 알 수 있다. 이것은 광대가 나례산주(儺禮山主)로서 판소리를 하는 동시에 나라에서 요구하는 잡희(雜戱)에 동원되어 외국사신 접대에 배우노릇을 하였다는 사실을 명시해 주고 있다.
다음은 철종 3년에 윤달선(尹達善)의 <광한루악부(廣寒樓樂府)>가 이루어져 열두 마당과 그 연출의 모습을 보여주고 있다. 판소리의 사적 전개에서 잊을 수 없는 인물은 고창(高敞)의 신재효이다. 그는 순조 11년(1811)에 나서 고종 갑신년(甲申年：1884)에 죽었다. 그는 고창에서 관약방(官藥房)을 하던 광흡(光洽)의 아들로, 나중에 호장(戶長)을 사서 아전(衙前)이 되었지만 그의 할아버지대만 하더라도 경기도 양주 사람이었다. 그는 중년에 집이 요부(饒富)하게 되니 광대의 후원자 노릇을 하고 다시 판소리 여섯 마당 <춘향가>(南唱·童唱), <토별가(兎鼈歌)> <심청가(沈淸歌)> <박흥보가(朴興甫歌)> <적벽가(赤壁歌)> <변강쇠가(卞強釗歌)>와 그 밖의 많은 가사를 창작하기도 하고 개작(改作)하기도 하였다. 이 신재효의 존재로서 광대가 아전과 서로 관계를 맺으면서 판소리 사설을 다듬어 왔음을 알 수 있는 것이다. 그러므로 현존 텍스트 안에 들어있는 한시(漢詩)·한문을 위시해서 소위 유식한 성귀(成句)들은 사실 아전의 가필(加筆)이라고 해도 좋을 것이다.
또 그는 <광대가(廣大歌)>에서 판소리의 이론을 제시하기도 하였다. 그는 여기서 송흥록(宋興祿)·모흥갑(牟興甲)·권삼득(權三得)·신만엽(申萬葉)·황해청(黃海淸)·김계철(金啓喆)·주덕기(朱德基)·송광록(宋光祿)·고소관(高素寬) 등의 조격(調格)을 비유하고 있다. 이 시대는 판소리의 황금기로 위는 왕으로부터 아래로는 시골 백성에 이르기까지 판소리를 애호했고 또 당시의 소설 사본·판본의 출현에 힘입어 이런 사설들이 널리 퍼지게 되었던 것이다. 이 당시에 나온 텍스트만 하더라도 <춘향전(春香傳)>에 30종, <심청전>에 10여종, <흥부전>에 10여종, <토별가>에 20여종, <장끼타령>에 10종의 텍스트를 남겨 놓고 있다. 대개 이 시대에 속하는 광대 창자(唱者)만 하여도 《조선창극사》에 70∼80명이 실려 있다.

### 쇠잔기
조선 고종 말기 열강의 침략과 더불어 국정이 어수선하여지고, 또 일본에 건너갔다 온 이인직이 원각사에서 신파극 운동을 일으키자 여기에 자극받은 판소리 가객(歌客)들이 1인창(一人唱)이었던 판소리를 극화하기에 이르렀다. 이리하여 판소리는 창극이 된 것이다. 이때에 활약한 인사들이 송만갑·이동백(李東伯) 들이니 이들은 그 뒤 일제치하에서도 나라 잃은 울분을 판소리에 담아 노래했고, 1930년대에는 조선성악연구회(朝鮮聲樂硏究會)를 조직하여 후배를 양성하였으니 김연수·박녹주·김소희 등의 창작들은 대기 당시에서부터 판소리의 최후의 명맥을 이어 온 사람이다. 사실 판소리는 광복 후에 민족음악, 국악으로서 크게 각광을 받고 있지만 젊은 층의 기호에서 멀어져 가고 있다.

### 20세기 판소리의 변화
20세기가 지나면서 판소리는 다양한 형태로 바뀌게 된다. 그 대표적인 예로 창극과 마당극이 있다. 20세기에 나타난 판소리의 전개 과정에서 가장 두드러진 변화로 꼽히는 것은 판소리가 창극이라는 장르로 확대되었다는 점이다. 마당극은 여러 배우와 다양한 악기가 등장해 일반 연극과 흡사하다고도 볼 수 있다. 또, 계면조를 선호하게 되고, 동편제와 서편제의 유파간 경계가 무너졌으며, 여성 명창이 등장하였고, 장단 구조가 변용되었으며, 전조(길바꿈) 기법이 확대되었다.

## 유파
판소리의 유파는 사사관계(師事關係)와 출신지역에 따라 갈라진 것에서 비롯되었는데, 오랜 세월에 걸쳐 전승되어 오는 동안 각기 노래의 흐름과 가창법, 이론 등이 확립되었고, 큰 줄기에서 갈리어 나간 몇 개의 작은 유파가 형성되기에 이르렀다. 판소리의 유파는 동편제와 서편제의 양대산맥으로 크게 분류되었는데, 판소리에서 유파를 제(制)로 표현하는 것은 시조(時調)에서 경제(京制)·영제(嶺制)·완제(完制)·내포제(內浦制) 등 제(制)로써 유파를 분류하는 것과 일맥상통한 바가 있다
판소리는 지방에 따라 동편제와 서편제 외에도 중고제로 나눌 수 있다.

### 동편제
동편제는 섬진강 동쪽인 운봉, 구례, 순창, 흥덕 지역을 기반으로 웅장하고 씩씩하며, 기교를 부리지 않고 선천적인 음량을 소박하게 드러내는 특징을 지녔다. 아니리가 길게 발달하지 않았고, 발림도 별로 없고 목을 내는 통성에 의지하여 연행하는 소리재이다. '대마디 대장단'이라는 말고 같이 장단에 소리를 맞춰서 붙여 나간다.

### 서편제
서편제는 섬진강 서쪽인 광주 나주, 해남, 보성 등지에서 전승되는 유파의 소리를 지칭하며 박유전의 법제를 표준으로 삼은 것이다. 음악적 특징은 계면조를 주로 써서 슬프고 원망스런 느낌을 애절하게 잘 그려내며, 정교하면서도 화려하고 감칠맛 나는 소리를 그려낸다.

### 중고제
'비동비서'라 하여 소리 스타일이 중간적이며 창을 할 때 비교적 낮은 음성에서 평평하게 시작하여 중간을 높이고 한계점에 이르렀을 때 음성을 낮추어 부른다. 소리의 높고 낮음이 분명하여 명확히 구분하여 들을 수 있으며 곡조가 단조롭고 소박한 맛이 있다.

## 구성
판소리 공연은 《광대》와 《고수》, 그리고 《청중》이 같이 한다.

### 광대
광대(소리꾼)는 오른손에 부채를 들고 노래를 하는데, 노래하는 부분과 말로하는 부분이 교차되어 나타난다. 노래하는 부분을 소리, 말로하는 부분을 아니리, 연극적 동작을 하는데 이를 발림 혹은 너름새라고 한다.

### 고수
고수는 광대의 소리에 북을 쳐서 반주하면서, 소리 중간중간에 '얼씨구', '좋다' 따위의 추임새를 하는 또 다른 중요한 연행자이다. 흔히 '일고수 이명창'이라는 표현이 있듯이 소리판에서는 소리꾼과 고수가 함께 판을 이끌어 나간다

### 청중
청중은 조용히 듣고 있기보다는 ‘추임새’를 넣어 준다.

## 발림과 음악
판소리는 한 사람의 소리하는 이가 서서 '소리(唱)'와 '발림(科)'을 섞어가며 긴 사설(辭說)로 연출해 나가고 한 사람의 북반주하는 이가 앉아서 북장단을 치며 소리에 반주하고 '추임새'로 흥을 돋운다. 소리하는 이를 옛날에는 가객(歌客)·광대(廣大)·창우(倡優)라 하였으나 오늘날에는 두루 쓰이는 말이 없다.
창우의 복색으로는 창의에 갓을 썼다. 가죽신을 신고 손에는 반드시 부채와 손수건을 들었다. 갓으로는 갓놀음을 하였고 부채로는 발림을 돋운다. 고수는 두루마기에 갓을 썼다.
판소리는 한 사람의 소리하는 이와 한 사람의 북치는 이에 의해서 연출되므로 판소리의 음악은 소리하는 이의 소리 가락과 북치는 이의 북가락에서 형성된다. 판소리 가락은 대목에 따라 일정한 장단(長短)으로 되었고 고수는 이 판소리 가락에 따라 장단을 친다. 판소리 가락은 대목에 따라 일정한 장단으로 부르되 기본적인 리듬으로 부르는 이른바 '대마디 대장단'으로 부르기도 하고 변형된 리듬으로 부르는 이른바 '엇붙임'으로 부르기도 한다. 판소리 가락은 또 그 음구성·선율형·악상의 표출에 따라 여러 가지 조가 쓰인다.

### 소리
진양·중모리·자진모리 등 일정한 장단에 소리가락(旋律)으로 사설을 불러 나가는 것을 말한다. 소리는 '말조'로 할 때도 있으나 대부분은 일정한 음조직을 갖는 조(調)로 된 가락을 부른다. 장단의 느리고 빠름은 긴박과 이완을 나타내고 조의 변화는 희로애락의 감정을 나타내는데 판소리 사설에 나타난 극적 상황에 따라 장단과 조를 적절히 배열하여 부른다.

### 갓놀음
판소리의 창우가 갓으로 하는 발림의 일종. 머리를 교묘하게 끄덕여서 번쩍 번쩍하는 통양갓의 움직임으로 소리가락에 따른 액센트를 주는 멋진 발림을 하였다. 오늘날에는 갓을 쓰지 않으므로 갓놀음의 전통이 끊어졌다.

### 고산방석
판소리하는 창우가 장단을 변하여 소리를 낼 때 부채를 말아 그 끝으로 고수에게 향하여 리듬을 치며 소리를 냄으로써 고수에게 장단을 지시하는 발림의 일종으로 장단마다 이것을 쓰는 것은 아니다.

### 장단
장단이란 반복되는 북의 일정한 빠르기의 리듬형을 말하는데 판소리 가락의 빠르기와 박자(拍子)에 따라 진양·중모리·중중모리·자진모리·휘모리·엇모리·엇중모리·세마치 등이 쓰인다. 이 밖에 휘중모리·단중모리·평중모리·닷모리 등이 있으나 이것들은 위의 장단의 변형이므로 따로 취급하지 않는다. 판소리에는 무용에서나 잡가(雜歌) 혹은 무가(巫歌)에서 쓰이는 굿거리·타령·덩덕궁이·살풀이 따위와 같은 장단은 쓰이지 않는 것이 특징이다. 판소리 장단의 특징은 소리가락에 따라 밀고, 당기고, 맺고, 푸는 법이 분명한 것이 특징이며, 이러한 것을 분명히 표현하기 위해서 잡가나 기악에서 보이는 장고(長鼓) 장단을 쓰지 않고 반드시 북장단을 쓴다.

#### 판소리북장단 고법
고수는 오른손에 북채를 쥐고 북의 오른편 굴레와 북통을 치고 왼손은 엄지를 왼편 변죽에 걸치고 손바닥으로 북의 왼편 굴레를 친다. 장단은 반드시 오른편 굴레와 왼편 굴레를 마주 치는 것으로 시작한다. 이것은 쌍(雙) 혹은 합(合) 혹은 합궁이라 하는데 구음(口音)으로는 대개 '덩'이라 하기도 하고 '합'이라고도 한다. 채로 북통을 칠 때는 '채' 혹은 '편(鞭)'이라 하는데 구음으로는 대개 '딱' 혹은 '딸그락'이라 하며, 크게 치는 '딱'은 소리가락을 맺는 데 친다. 왼손으로 북의 굴레를 치는 것을 '북' 혹은 '고(鼓)'라 하는데 구음으로는 '궁'이라고 부른다. 소리가락의 시작은 '덩'을 크게 치고 소리가락이 다는 것은 '딸그락'을 치며 소리가락이 맺는 것은 '딱'을 크게 치고 소리가락을 푸는 것은 '궁'으로 푼다.

### 음악
판소리 가락에는 우조·계면조·평조·경드름·설렁제·석화제·추천목 등이 있어서 판소리 사설의 내용에 따라 이를 적절히 배합하여 극적 상황에 따른 음악적 변화를 준다. 이것들은 판소리 가락에 쓰이는 음구성(音構成)·가락형(旋律型)·발성 및 악상 표현 방식에 따른 특징으로 결정된다.

## 판소리의 목과 성(聲)
판소리에서 부르는 이의 음질(音質), 창법 및 가락형에 따라 무슨 목, 무슨 성하고 이름지어 부른다. 대개 목은 가락형과 창법에 관계가 깊고, 성은 음질과 관계가 깊다.

### 노랑목
가볍게 발성하고 가락에 물을 들인다 하여 여러 가지 장식적인 맛을 들이는 것으로, 육자배기와 같은 가락장식이나 창법을 쓰는 것을 말하는데, 명창들은 이를 꺼리고 있다.

### 외가집목
어느 조에서 그 조의 일반적인 구성음이 아닌 음이 쓰이거나 일시적인 변청이 되는 것을 말한다.

### 수리성
좀 껄껄하고 쉰 듯하여 설득력이 강한 명창의 음질. 송만갑, 정정렬이 수리성이었다.

### 쇠옥성
금이나 옥을 굴리는 듯 맑은 소리를 말한다.

## 용어
- 창자(唱者): 소리꾼이라고도 하며, 판소리에서 창을 하는 사람을 뜻한다.
- 고수(鼓手): 창자 근처에서 북으로 장단을 치며 추임새를 넣는 사람을 뜻한다.
- 귀명창( - 名唱): 판소리에서 창을 제대로 즐기는 사람을 뜻한다.
- 발림: 가락이나 사설 내용에 따라 동작을 취하는 것을 뜻한다. 부채 따위를 쓰기도 한다.
- 추임새: 분위기를 조성하고 청중을 흥겹게 하려고 청중이나 고수가 ‘얼쑤’, ‘좋다’ 따위의 말을 하는 것을 뜻한다.
- 아니리: 창자가 장단에 맞추지 않고 평상시처럼 이야기하는 것을 말한다.
- 너름새: 판소리에서 관중을 웃기기도 하고 울리기도 할 수 있는 연기력을 가리킨다.
- 더늠: 판소리의 유파에 따라 계승되어 오는 특징적인 대목이나 음악적 스타일을 일컫는 말이다.
- 도습: 판소리에서 창과 아니리의 중간 형태를 말한다.
- 득음: 판소리 창자의 음악적 역량이 완성된 상태를 가리킨다.

## 판소리 명창
판소리 명창이란 판소리 창자(唱者) 가운데 뛰어나게 잘 부르는 사람을 일컫는다.
판소리의 최고 문헌은 유진한(柳振漢, 1711∼1791)의 <만화집(晩華集)>에 실린 <춘향가>이다.
판소리 명창의 최고인은 송만재(宋晩載)의 <관우희(觀優戱)>에 나타난 우춘대(禹春大)·권삼득·모흥갑과 <갑신완문(甲申完文)>에 나타난 하한담 등으로, 근세 조선의 영조·정조 때의 사람들이다. 우춘대·하은담 이전에도 판소리의 명창이 있었을 것이나, 문헌으로만 남아 있거나 구전되지 않고 있다.
순조 때는 뛰어난 명창들이 나와서 판소리에 여러 가지 조를 구성하고 더늠을 형성시켰는데 권삼득·황해천(黃海天)·송흥록·방만춘·염계달·모흥갑·김계철·고소관·신만엽·송광록·주덕기 등을 들 수 있다. 이 중에 여덟을 골라서 8명창(八名唱)이라 부른다. 이들 명창들의 이름은 신재효의 <광대가(廣大歌)>에도 보인다. 이 무렵부터는 소리에 중점을 두는 '소리광대'가 나타나서 '아니리'에 중점을 두는 재래의 '아니리 광대'와 구별되었던 것 같다.
철종·고종 초기는 판소리의 전성기에 해당한다. 박유전·박만순·이날치·김세종·송우룡·정창업·정춘풍·김창록·장자백·김찬업·이창윤 등 기라성 같은 명창들이 나와서 판소리를 고도의 예술적인 경지로 이끌어 놓았다. 이들은 사사관계와 지역적인 지연관계에 의하여 여러 유파를 형성하였는데 이들 중에 여덟을 골라서 후기 8명창이라 부르기도 한다.
고종 말기와 일정 초기는 판소리의 결실기인데 한편으로는 원각사 이후 창극이 성행하게 되자 판소리는 반대로 쇠운(衰運)이 싹트기 시작하였다. 각 지방의 명창들이 서로 왕래하므로 판소리의 유파는 차츰 그 특색을 잃어 갔다. 이 시기에 활약한 명창들은 박기홍·김창환·김채만(金采萬)·송만갑·이동백·유공렬(柳公烈)·전도성·김창룡·유성준·정정렬 등을 들 수 있다. 이들 명창에서 다섯을 골라 5명창이라 부른다.
5명창의 바로 뒤에는 장판개·이선유·김정문·박중근·공창식·이화중선·임방울·강장원 등이 활약했다. 이들은 조선성악연구회를 중심으로 크게 활약하였으나 창극에 휩쓸리고 서양음악에 밀려, 판소리는 후퇴의 길을 걷기 시작했다.
후대의 명창으로는 박녹주·김연수·정광수·김여란·박초월·김소희·박봉술·박동진·정권진·한승호·한애순·장영찬 등이 있다. 이들은 사라져 가는 판소리를 부흥하고자 노력하고 있으나 정부와 사회의 적절한 대책이 없다면 사라져 버릴 위기에 직면했다. 그래서 이 중 김소희·박초월·박동진·박봉술·박녹주·김연수·정광수·김여란·정권진·한승호는 국가무형문화재로 지정되었다.
1세대 국가무형문화재로 지정된 명창들이 작고한 후에 조상현·박송희·송순섭·성우향·성창순·오정숙·한농선·남해성·신영희·김일구 등이 2세대 국가무형문화재로 지정되었다. 이들의 뒤를 이어 정순임·김수연·김영자·이난초·정회석·윤진철 등이 3세대 국가무형문화재로 지정되었으며 이외에도 유수정, 왕기철, 왕기석, 채수정, 유미리, 이주은, 염경애, 장문희 등 수많은 명창들이 활동하고 있다.

## 판소리 창본
'판소리'란 광대가 한 손에 합죽선을 멋있게 들고 온갖 너름새를 곱게 섞어가면서 고수(鼓手)의 북장단에 맞추어 소리로써 보는 이에게 연극적 효과를 전달하는 한국 특유의 예술형태 중 하나이다. 연극이 상연되자면 각본이 있어야 하고 그 각본은 원전희곡(原典戱曲)이 있어야 하는 것과 같이 판소리도 광대에 의하여 소리가 되려면 그 이전에 '판소리 사설(辭說)'이 있어야 하며, 이 판소리 사설을 기록한 문서를 '판소리 창본(唱本)'이라 한다. 즉 판소리에 있어서 창본은 연극에서의 희곡과 같은 성격을 가진 것이다.
그러나 판소리 창본에는 연극의 희곡이 갖지 못한 큰 특색이 있는데 그것은 희곡이 누구에 의해서든 상연될 수 있는데 반하여 판소리 창본 중에는 특정된 광대를 위한 창본이 존재한다는 점이다. 이러한 창본을 '유명창본(有名唱本)'이라 부르며 특정된 광대가 없는 '무명창본(無名唱本)'과 구별된다. 예를 들어 '송만갑 창본'이라 하면 그것은 송만갑이 부르던 판소리의 문서를 말한다. 그러나 송만갑 자신의 창작적 작품은 아니다. 물론 광대 본인의 작품인 경우도 있으나 대개는 뛰어난 문사(文士)나 후원자가 지어준 것들이다. 왜냐하면 대개의 광대들은 문필력이 없었기 때문이다. 따라서 정립(定立)된 창본들은 대개 구구전승(口口傳承)으로 후대에 이어온 것(無名唱本)이거나 문사들이 어떤 특정된 광대를 위해 지어준 것(有名唱本)이다.
판소리의 창본은 그 전승과정에서 여러 가지 이본(異本)이 생기는 경우가 있다. 즉 몇 백년동안 전승되어 오늘날에 이르는 동안 창본의 내용에 있어 약간의(때로는 상당한) 변이(變異)현상이 일어난다. 가령 초기의 <춘향가>는 3시간이면 그 한 마당을 부를 수 있었던 것인데 오늘에 와서는 8시간 반을 부를 만큼 내용이 대폭 부연되었다는 점으로도 알 수 있는 일이다.
판소리의 창본은 동일 계보의 창본일 경우에도 차츰 많은 창본이 파생된다. 판소리 열두 마당에 대한 최초의 문헌으로서 현재 송만재(宋晩載)의 <관우희(觀優戱)>를 꼽는데, 이 중에 창본에 관한 기술이 없으므로 1810년대 이전의 창본에 대해선 그것이 어느 광대의 것이었는지는 알 길이 없다. 그렇다고 해서 1810년 이후의 문헌에서도 뚜렷한 기록이 있는 것은 아니다. 다만 구전에 의한 것으로 누구누구의 창본이라 하여 개인들이 소장하고 있는 사본 또는 전사본(轉寫本)의 창본이 몇 개 있으며, 유진한(柳振漢)의 <만화문집(晩華文集)>에도 그것이 누구의 창본이라고는 밝히지 않은 채 <춘향가>가 실려 있다.
창본은 크게 무명(無名)의 창본과 유명(有名)의 창본으로 나뉜다. 즉 완판본(完板本)인 <별춘향가> <열녀춘향수절가>, 세창서관본(世昌書館本)인 <원본 별주부전> 등등은 누구의 창본인지 알 수 없는, 즉 무명의 창본들이며, 신재효(申在孝) 창본인 <판소리 여섯마당> <방만춘(方萬春)창본> <송만갑(宋萬甲)창본> 등은 주인이 뚜렷한, 즉 유명창본(有名唱本)들이다.

## 대중 문화
판소리를 주제로 한 영화로 《서편제》(1993년), 《휘모리》(1994년), 《천년학》(2007년),도리화가가 있다.
당대 최고의 가수로 명성을 떨쳤던 김현정은 판소리를 배운 경험을 창법에 접목시켜서 당대 최고 수준의 가창력을 선보였다.

## 사진
<gallery perrow="5">
파일:Korea-Busan 3404-06 Pansori.JPG|부산 판소리
파일:Korea-Busan_3405-06_Pansori.JPG|부산 판소리
파일:Korean_music-Pansori-Heungbuga-01.jpg|판소리 공연-흥보가
파일:Korean musician-Pansori gosu-01.jpg|판소리 고수

## 같이 보기
- 박록주
- 김소희
- 박초월
- 수궁가
- 적벽가
- 심청가
- 춘향가
- 흥보가